# Шпигельман, Сол
Сол Шпигельман (англ. Solomon "Sol" Spiegelman, 1914—1983) — американский молекулярный биолог. Он разработал метод гибридизации нуклеиновых кислот, который стал фундаментом для технологии рекомбинации РНК.

## Биография
Соломон Шпигельман родился и получил образование в Нью-Йорке, заслужил степень бакалавра в математике в Сити-Колледже в 1939 году. Далее в Колумбийском университете он начал писать диплом на тему клеточной физиологии и закончил его в Университете Джорджа Вашингтона в Сент-Луисе, где он также читал лекции по физике и прикладной математике. Докторскую степень получил в 1944 году. После года практики в Департаменте общественного здоровья от Университета Миннесоты он перешёл на факультет Иллинойсского университета, где стал профессором микробиологии и проработал 20 лет.
В 1969 году Шпигельман стал профессором генетики и развития человека в Колледже физиологии и хирургии в Колумбийском Университете, а также директором Института раковых исследований. В 1975 году он стал почётным Профессором Университета.

## Научная деятельность
Шпигельман исследовал биосинтез белка, ДНК и РНК структуры, вирусы, рак. Он разработал метод гибридизации нуклеиновых кислот, который позволяет детектировать заданную молекулу РНК или ДНК в клетке с использованием вирусной ДНК или РНК. Метод помог заложить фундамент для технологии рекомбинации РНК..
Работал над созданием молекулярной модели передачи генетической информации внутри клетки. Применяя метод гибридизации нуклеиновых кислот и хроматографию с использованием двух меток, выявил закономерности переноса генетической информации на уровне трансляции. Доказал (1963) наличие в клетках бактерий, инфицированных РНК-содержащим вирусом, и полимеразы нового типа (РНК-репликазы), обладающей избирательной активностью по отношению к вирусной РНК, но не активной в отношении нуклеиновой кислоты хозяина. Одним из первых изучал возможность синтеза биологически активных нуклеиновых кислот с помощью высокоочищенного фермента. Ранние работы посвящены синтезу фермента галактозидазы. Внёс вклад в изучение онкорнавирусов (РНК-вирусов, содержащих в своем составе обратную транскриптазу и вызывающих перерождение нормальных клеток в раковые), а также в выяснение их возможного участия в образовании опухолей.
Шпигельман известен как автор необычайно короткой самореплицирующейся РНК-молекулы, названной его именем — Монстр Шпигельмана.
Всего опубликовано более 350 его научных работ. Являлся членом Американской академии искусств и наук, а также ряда зарубежных академий наук.

## Награды и премии
- В 1974 году Шпигельман получил Премию Ласкера за фундаментальные медицинские исследования.
- В 1981 году Шпигельман стал лауреатом международной премии Антонио Фелтринелли за вклад в молекулярную биологию.